# The Ring Virus
The Ring Virus (en hangul, 링(링 바이러스)) es una película de terror surcoreana de 1999. Es una adaptación de la famosa película de terror japonesa Ringu (1998) y nueva adaptación de la novela homónima de Koji Suzuki.
Un proyecto conjunto entre Japón y Corea, esta versión tiene a Park Eun-Suh como el creador de la cinta de vídeo maldita. Aunque los cineastas alegaron que la película es una adaptación de la novela, hay varias escenas en que coinciden con Ringu, como el sexo del personaje principal, algunas de las escenas en el vídeo, así como otra copia escenas de películas directamente de la película original, incluyendo el clímax de la película.

## Sinopsis
La trama cuenta que cuatro jóvenes murieron al mismo tiempo, una de las cuales era la sobrina de una periodista (Eun-Kyung Shin) que decide investigar sobre el suceso. En su investigación descubre que las muertes sucedieron por algo fuera de lo natural.
Decide ir a la cabaña donde pasaron la noche los cuatro jóvenes siete días antes de morir, descubriendo un vídeo con extrañas imágenes. En ese mismo momento suena el teléfono y una voz le dice "siete días". Ella hace una copia del vídeo y la hace ver a un compañero de trabajo, el doctor Choi Yeol, quien también recibe el extraño mensaje telefónico. Al pasar los días ella investiga que el problema es fuera de lo natural, y descubre que el vídeo fue hecho por una niña llamada Eun-suh (Bae Doona), quien fue ahogada en un pozo por su hermanastro e intenta vengarse matando a la gente.

## Reparto
| Actriz/Actor   | Personaje                         |
| -------------- | --------------------------------- |
| Shin Eun-Kyung | Sun-ju Hong                       |
| Jung Jin-young | Dr. Choi Yeol                     |
| Chang-wan Kim  |                                   |
| Bae Doona      | Park Eun Suh                      |
| Yun ju-sang    | El tío de Park Eun Suh            |
| Yeon-Su Yu     | La suegra del tío de Park Eun Suh |

## Similitudes con la novela
Hay similitudes entre esta película y la novela que contrastan con Ringu.
- La cinta maldita en la película es muy similar a la del libro, aunque el libro-versión es mucho más largo y más complicado. Ambas cintas cuentan con un mensaje en el comienzo a lo largo de las líneas de "Mira hasta el final, o si será comido por los perdidos", y termina con "Aquellos que han visto esta cinta son destinados a morir en este momento exacto de siete días a partir de ahora. Para sobrevivir, debe..." El resto del mensaje final se pega más, y no es hasta el final de que Sun-Joo se da cuenta de que el resto del mensaje es acerca de la copia la cinta y que muestra a otra persona.

- Choi también analiza las secuencias de la cinta de la misma manera Ryuji hace en el libro. Se clasifica a las partes en dos categorías: escenas reales y escenas abstractas. Las escenas realistas son fáciles de detectar, ya que tienen oscuros bordes borrosos, y los instantes de oscuridad. Choi rápidamente llega a la conclusión de que esos instantes de oscuridad son parpadeo de los ojos. Parpadea el hombre medio veinte veces por minuto, mientras que la mujer promedio parpadea quince veces por minuto. Teniendo en cuenta este hecho, este video fue creado por una mujer, escenas filmadas a través de sus propios ojos y las imágenes en su mente.

- Sadako / Eun-Suh es un hermafrodita en la película. Ella tiene un síndrome de feminizacion testicular, lo que significa que es anatómicamente femenino, excepto que ella tiene un par de testículos por debajo de su vagina (que evidentemente no tiene un pene). La película empieza con Sun-Joo entrevistando a un galerista que explica el tema de su exposición: la belleza de la mujer y la fuerza del hombre se combinan en un solo individuo, una pista para los que han leído el libro.

- La película es fiel a la trama del libro, incluyendo la búsqueda de las historias clínicas de Sadako y Park Eun Suh, su historia del origen y su violación antes de ser asesinada.

## Estreno
| País          | Fecha               |
| ------------- | ------------------- |
| Corea del Sur | 12 de junio de 1999 |
| Francia       | 11 de abril de 2001 |

## Otros títulos en el mundo
| País          | Título                |
| ------------- | --------------------- |
| Corea del Sur | Ring (The Ring Virus) |
| Corea del Sur | 링(링 바이러스)       |
| Rusia         | Звонок: Вирус         |
| Ecuador       | Ring                  |